# 八代みなせ
八代 みなせ（やしろ みなせ、1985年2月3日 - ）は、日本の女優、グラビアアイドル。岐阜県岐阜市出身。2007年7月31日に「3代目ミスマリンちゃん（三洋物産イメージガール）」の一人に選出された。特技はバスケットボールと水泳。

## 略歴
2007年、三洋物産イメージガール「3代目ミスマリンちゃん」となる。
映画『片腕マシンガール』（原題：The Machine Girl、日本公開は2008年）で主演に抜擢。
キネマ旬報では「表情や目力の強さ」や「身体能力」を評価しつつ「演技初挑戦にして意外な本領＆才能発揮」とし、「存在感と演技の勘を持つ女優」と評された。
2024年6月より、LIBERA所属。

## 出演

### 映画
- 片腕マシンガール「原題：The Machine Girl」（2007年、SPOTTED PRODUCTIONS、監督：井口昇） - 主演・日向アミ 役
- 仮面ライダーW FOREVER AtoZ/運命のガイアメモリ（2010年、東映、監督：坂本浩一） - 羽原レイカ / ヒート・ドーパント 役[8]
- 前橋ヴィジュアル系（2011年、ケイダッシュステージ、監督：大鶴義丹） - マヨコ 役
- 婚活サポーターガールズ!（2011年、山梨県笛吹市全面協力、観光庁長官出演、監督：祭文太郎） - 瓜野美々 役
- IDOL NEVER DiES（2022年5月6日公開、ギュウ農シネマ） - 江川陽子 役
- 異端の純愛「片腕の花」 (2023年、ワンダーヘッド、監督:井口昇) - アミ 役

### オリジナルビデオ
- 仮面ライダーW RETURNS 仮面ライダーエターナル（2011年） - 羽原レイカ 役
- 東京トワイライト（2013年） - ストーリーテラー 役
- 日本統一外伝 川谷雄一（2019年） - メイファ 役
- 日本統一36,37（2019年） - 大宮まゆみ / 大宮メイファ 役 （※二役）

### テレビドラマ
- ブラッディ・マンデイ Season2（2010年、TBS） - レディバード 役（レギュラー出演）
- 闇金ウシジマくん 第1話 - 第3話（2010年、毎日放送・TBS） - 村田久美子 役
- 家族八景 Nanase,Telepathy Girl's Ballad 第6話（2012年、TBS） - 梶原里子 役
- たぶらかし-代行女優業・マキ- 第12話（2012年、日本テレビ） - 真島裕美 役
- タンクトップファイター 第5・6話（2013年、TBS） - 粟根夜須子 / 佐藤看護師 役
- ヒガンバナ〜警視庁捜査七課〜 第4話（2015年、日本テレビ） - 綿貫美香 役
- 警視庁捜査一課9係 第8話（2016年、テレビ朝日） - 受付嬢 役
- 相棒 season15 第9話（2016年、テレビ朝日） - 仁藤の愛人 役
- 家政夫のミタゾノ 第1話（2016年、テレビ朝日） - 愛人 役
- Chef〜三ツ星の給食〜 第4話（2016年、フジテレビ） - 女性客 役
- 動物戦隊ジュウオウジャー 第43話（2016年、テレビ朝日） - リポーター 役
- スーパーサラリーマン左江内氏 第7話（2017年、日本テレビ） - 失恋女子 役
- 女囚セブン（2017年、テレビ朝日）- 竹久未知 役
- 奥様は、取り扱い注意 第1話（2017年、日本テレビ） - 矢田律子 役
- 相棒 season16 第1話 （2017年、テレビ朝日） - 亜弥 役
- 海月姫 第1〜6話 （2018年、フジテレビ） - リナの母 役
- 日曜ワイド警視庁さがし物係（2018年、テレビ朝日） - 遠山理恵子 役
- dele 第4話（2018年、テレビ朝日） - 木下 役
- 仮面ライダージオウ 第7・8話（2018年、テレビ朝日）[9] - 木ノ下香織 役
- ハケン占い師アタル 第7話（2019年、テレビ朝日） - 社長秘書 役
- 月曜プレミア8 横山秀夫サスペンス「モノクロームの反転」（2020年11月9日、テレビ東京） - 久米島の妻 役
- マイファミリー 第2話・第9話（2022年4月17日・6月5日、TBS）
- 遺留捜査 第7シリーズ 第1話（2022年7月14日、テレビ朝日） - 須藤恵 役
- おいハンサム!!2 最終話（2024年5月25日、東海テレビ・フジテレビ） - 刑事 役

### 配信ドラマ
- 雨が降ると君は優しい 第3話（2017年9月16日、Hulu） - クラブホステス 役[10]

### 舞台
- 痛快！ショッピング通販番組「かいませう！」[11][注 2]（2010年3月5日 - 6日、渋谷Glad） - 主演・極悪インスパイア総長 役
- 舞台版イナズマイレブン（2010年9月4日 - 12日、シアターGロッソ） - 雷門夏未 役
- ふしぎ遊戯〜青龍編〜（2012年4月25日 - 5月2日、銀座博品館劇場） - 房宿 役
- 戦国BASARA3 - 雑賀孫市 役
  - 戦国BASARA3 瀬戸内響嵐（2012年11月2日 - 11日、TOKYO DOME CITY HALL / 11月16日 - 18日、イオン化粧品シアターBRAVA!）
  - 戦国BASARA3 宴（2013年4月26日 - 28日、キャナルシティ劇場 / 5月2日 - 4日、中日劇場 / 5月10日 - 19日、日本青年館大ホール / 5月23日 - 26日、森ノ宮ピロティホール）
  - 戦国BASARA3 武将祭2013（2013年7月13日 - 14日、有明コロシアム）
  - 戦国BASARA3 宴弐（2013年11月1日 - 10日、TOKYO DOME CITY HALL / 11月15日 - 17日、中日劇場 / 11月22日 - 24日、メルパルクホール大阪）
  - 戦国BASARA3 咎狂わし絆（2014年4月25日 - 5月6日、EX THEATER ROPPONGI / 5月10日 - 11日、中日劇場 / 5月15日 - 18日、シアターBRAVA!）
- ボクらの罪団 第七犯公演『Island-売春島-』[12]（2023年11月4日 - 7日、シアターグリーン BOX in BOX THEATER） - ラン 役

### ラジオ
- こちらアイドル情報局 ワクワクサワー[13]（すときゃ!）

## 作品

### 写真集
- 1st「どうしても…」（2007年4月、彩文館出版、撮影：上野勇）ISBN 9784775601990
- web写真集「SF492・特集　八代みなせ」（N/S EYES、撮影：野村誠一）
- 八代みなせデジタル写真集　「セデュースLovelyLovelyMinase」　鯨井康雄（i-本どっとじぇーぴー 日昇インターナショナル）

### イメージDVD
- MINASE みなくるっ!（2006年2月17日、タオ）
- POSITIVE（2006年5月20日、タオ）
- SHANGRILA!（2006年8月25日、竹書房）
- Afternoon Breeze〜そよ風の中で〜（2006年12月22日、トリコ）
- 「どうしても…」（2007年5月25日、彩文館出版）
- し・あ・わ・せ!（2007年7月20日、ラインコミュニケーションズ）
- みなんChu（2007年10月26日、フォーサイド・ドット・コム）
- みなせ日和（2008年2月25日、アウトビジョン）
- WITH -ウィズ-（2009年1月24日、晋遊舎）
- Pavilion（2009年6月24日、タオ）
- Lisianthus（2019年5月20日、ラインコミュニケーションズ）